# Wolf (serial TV britanic)
Wolf este un miniserial de televiziune britanic în șase părți realizat pentru BBC One, BBC Wales⁠(d) și BBC iPlayer⁠(d), difuzat din 31 iulie 2023.

## Distribuție
- Ukweli Roach - detectivul Jack Caffrey
- Iwan Rheon - Molina
- Sacha Dhawan - Honey
- Sian Reese-Williams - DI Maia Lincoln
- Juliet Stevenson - Matilda Anchor-Ferrers
- Owen Teale - Oliver Anchor-Ferrers
- Annes Elwy - Lucia Anchor-Ferrers
- Ciarán Joyce - DI Prody
- Emily Adara - Sophie
- Zadeiah Campbell-Davies - Emily

## Rezumat
Detectivul de poliție Jack Caffery devine obsedat de vecinul despre care crede că i-a ucis fratele cu 10 ani în anii 1990. Între timp, în Monmouthshire, o familie bogată izolată se trezește victimizată, prinsă și terorizată de jocurile crude ale cuiva.

## Producție
Serialul se bazează pe romanele lui Mo Hayder⁠(d)  despre detectivul Jack Caffery. A fost scris și adaptat de Megan Gallagher și produs de Hartswood Films⁠(d) și APC Studios. Producția a fost finanțată prin intermediul companiilor Creative Wales și BBC Wales.  Kristoffer Nyholm a regizat primele trei episoade, iar Lee Haven Jones a regizat ultimele trei episoade. Producătorii executivi au fost Elaine Cameron pentru Hartswood Films, Laurent Boissel pentru APC Studios și Ben Irving pentru BBC.